# Phạm Đức Dũng
Phạm Đức Dũng (sinh năm 1962) là một sĩ quan cấp cao trong Quân đội nhân dân Việt Nam, hàm Trung tướng, hiện là Phó Bí thư Đảng ủy, Giám đốc Học viện Hậu cần.

## Binh nghiệp
Trước năm 2011, ông là Trưởng phòng Đào tạo thuộc Học viện Hậu cần.
Ngày 12 tháng 8 năm 2011, ông được Bộ Quốc phòng bổ nhiệm làm Phó Giám đốc Học viện Hậu cần phụ trách Đào tạo.
Năm 2016, ông được thăng quân hàm Thiếu tướng. Cùng năm, Phạm Đức Dũng được công nhận đạt chuẩn chức danh giáo sư ngành Khoa học Quân sự.
Sau đó, ông được điều động đi thực tế tại đơn vị cơ sở giữ chức Phó Tư lệnh Quân đoàn 3.
Tháng 1 năm 2018, ông được Bộ Quốc phòng bổ nhiệm giữ chức Giám đốc Học viện Hậu cần.